# Шанковський Амвросій Петрович
Отець Амвро́сій Шанко́вський (1832, Лопатин — 7 травня 1906, Чернівці) — український галицький громадський діяч і публіцист, греко-католицький священник, учитель середніх шкіл, почесний громадянин міста Коломиї. Син о. Петра Шанковського.

## Життєпис
Народився 1832 року в містечку Лопатин на Львівщині в сім'ї місцевого пароха о. Петра Шанковського. Вивчав богослов'я у Львові і Відні (1853–1854). Висвячений на одруженого священника в 1857 році. У 1858–1863 роках — професор Станиславівської гімназії, 1863–1864 — сотрудник пароха церкви церкви святої Параскеви П'ятниці у Львові. Професор (1867–1868) і директор (1871–1872) Коломийської гімназії, професор Львівської гімназії (1874). З 1875 року — в Чернівцях на Буковині: професор Чернівецької гімназії (1875–1902), а в 1881–1882 роках — адміністратор греко-католицької парафії в Чернівцях.
Помер 7 травня 1906 року в Чернівцях.

## Творчість
Автор численних статей, віршів, оповідань, гуморесок під різними ініціалами та псевдонімами (Перконос, Гермоген, Пономарев Гермоген, Старший священник та ін.) в сучасних йому газетах («Голос Народний» 1866, «Газета Школьна» 1875, «Руська Хата» 1877, «Родимый Листокъ» 1880, «Слово» 1882, «Новий Проломъ» 1886, «Галицкая Русь» 1891–1892 та ін.).
Переклав і пристосував до ужитку української молоді підручники німецької мови Є. Янати (1879 — 1886). Цікаві для історії Галичини 1840-х років його «Споминки про недавню бувальщину» і листування у журналі «Родимый Листокъ» (1880–1883).